# Erythromachus leguati
Gà nước Rodigues (danh pháp hai phần: Erythromachus leguati) là một loài gà nước không bay được đã tuyệt chủng. Đây là loài đặc hữu đảo Rodigues, đông Madagascar, Ấn Độ Dương. Loài này có quan hệ gần với loài gà nước đỏ cũng đã tuyệt chủng, mà đôi khi được xem là cùng di truyền. Loài này có bộ lông màu xám, mỏ đỏ, chân đỏ, quanh mắt có mảng trụi lông màu đỏ. Mỏ khác nhau giữa các mẫu vật, từ cong tới thẳng.